# Anolis morazani
Anolis morazani (аноліс Морасана) — вид ігуаноподібних ящірок родини анолісових (Dactyloidae). Ендемік Гондурасу. Вид названий на честь Франсіско Морасана, президента Гондурасу.

## Поширення і екологія
Аноліси Морасана мешкають у національному парку Монтанья-де-Йоро. Вони живуть у вологих гірських тропічних лісах та на узліссях, серед опалого листя. Зустрічаються на висоті від 1780 до 2150 м над рівнем моря.

## Збереження
МСОП класифікує цей вид як такий, що перебуває на межі зникнення. Anolis morazani загрожує знищення природного середовища.